# Pietro Lezzi
Pietro Lezzi (Napoli, 15 dicembre 1922 – Napoli, 7 ottobre 2013) è stato un politico italiano, esponente del Partito Socialista Italiano, è stato deputato alla Camera, europarlamentare e sindaco di Napoli dal 29 luglio 1987 al 31 luglio 1990.

## Biografia
Nato a Napoli il 15 dicembre 1922, si è laureato in giurisprudenza, ma lasciò ben presto l’attività forense per dedicarsi alla politica.
Sposato con Nadia e con tre figli, è stato da sempre legato a una vecchia amicizia con Giorgio Napolitano, politico comunista Presidente della Repubblica dal 2006 al 2015.
È morto a Napoli, nella sua casa, il 7 ottobre 2013 all'età di 90 anni.

### Attività politica
Iscritto al Partito Socialista Italiano (PSI), è stato da sempre vicino alle posizioni dell'accademico Francesco de Martino, oltre tra i protagonisti della ricostruzione del partito a Napoli, assumendo cariche organizzative e politiche.
Più volte deputato del PSI, fu eletto per la prima volta alla Camera dei deputati nel 1963. Da allora è stato rieletto nel 1968, 1972 e 1976.
È stato eletto alle elezioni europee del 1979 per le liste del PSI. È stato vicepresidente del Gruppo Socialista al Parlamento europeo, membro della Delegazione alla Commissione parlamentare mista dell'associazione CEE-Turchia, della Commissione per gli affari sociali, l'occupazione e l'educazione, della Commissione per l'energia e la ricerca e della Commissione per lo sviluppo e la cooperazione. Ha aderito al gruppo parlamentare "Gruppo Socialista".
Dopo essere stato sindaco di Napoli dal 29 luglio 1987 al 31 luglio 1990, viene candidato alle elezioni regionali in Campania del 1990 dal PSI, venendo eletto in Consiglio regionale della Campania, rimanendo in carica fino al 1994.
È stato, dal 1971 al 1999, presidente dell’ente per le Ville Vesuviane del Miglio d'oro.